# HTTrack Website Copier
HTTrack Website Copier – program komputerowy, który umożliwia zapisywanie całych stron www w postaci plików HTML i ich późniejsze przeglądanie w trybie offline. Potrafi wznawiać zerwane połączenia. Posiada filtry, możliwość tworzenia własnych profili, a także możliwość uaktualnienia ściągniętych danych.